# Lista jocurilor video cu Formula 1
Aceasta este o listă cu jocuri video, simulatoare de Formula 1. Lista prezintă doar jocuri care au în denumire sitagma ”F1”, sau sunt licențiate de Grupul Formula 1.
| Denumire joc                                       | Platforma                                                        | Data lansării      | Dezvoltator                                       | Sezon de F1  |
| -------------------------------------------------- | ---------------------------------------------------------------- | ------------------ | ------------------------------------------------- | ------------ |
| F-1                                                | Arcadă                                                           | 1976               | Atari                                             | Fără licență |
| Monza GP                                           | Arcadă                                                           | 1979               | Olympia                                           | Fără licență |
| Monaco GP                                          | Arcadă, SG-1000                                                  | 1981               | Gremlin Industries / Sega                         | Fără licență |
| Monte Carlo                                        | Arcadă                                                           | 1980               | Atari                                             | Fără licență |
| Brands Deluxe                                      | C64                                                              | 1983               | Alligata                                          | Fără licență |
| Grand Prix                                         | C64                                                              | 1983               | MRH                                               | Fără licență |
| Grand Prix                                         | C64                                                              | 1983               | C.R. Wright                                       | Fără licență |
| Grand Prix                                         | C64                                                              | 1984               | Ellis Horwood                                     | Fără licență |
| Grand Prix Manager                                 | ZX Spectrum                                                      | 1984               | Silicon Joy                                       | Fără licență |
| F-1 Race                                           | NES, Game Boy                                                    | 1984               | Nintendo                                          | Fără licență |
| Scalextric: The Computer Edition                   | C64, Amstrad, ZX Spectrum                                        | 1985               | Leisure Genius                                    | Fără licență |
| Formula 1 Simulator                                | C64, Commodore 16/Plus4, Amstrad, MSX, ZX Spectrum               | 1985               | Spirit Software/Mastertronic                      | Fără licență |
| Formula One                                        | Amstrad, ZX Spectrum                                             | 1985               | G.B. Munday and B.P. Wheelhouse/CRL Group         | Fără licență |
| Grand Prix                                         | C64                                                              | 1986               | Systems Editoriale                                | Fără licență |
| Grand Prix Simulator                               | C64, Amstrad, ZX Spectrum                                        | 1986               | Codemasters                                       | Fără licență |
| Home Hungaroring                                   | C64                                                              | 1986               | Kerszi                                            | Fără licență |
| Continental Circus                                 | Arcadă                                                           | 1987               | Taito                                             | Fără licență |
| Final Lap                                          | Arcadă                                                           | 1987               | Namco                                             | Fără licență |
| F1 Spirit: The Road to Formula 1                   | MSX                                                              | 1987               | Konami                                            | Fără licență |
| Famicom Grand Prix: F1 Race                        | Famicom Disk System                                              | 1987               | Nintendo                                          | Fără licență |
| Nigel Mansell's Grand Prix                         | Amiga, Atari ST, Amstrad, ZX Spectrum                            | 1987               | Martech                                           | Fără licență |
| Grand Prix Circuit                                 | PC DOS, Amiga, Amstrad, C64, ZX                                  | 1988               | Distinctive Software / Accolade                   | Fără licență |
| Grand Prix Simulator II                            | C64, Amstrad, ZX Spectrum                                        | 1988               | Oliver Twins / Codemasters                        | Fără licență |
| F-1 Dream                                          | Arcadă                                                           | 1988               | Capcom / Romstar                                  | Fără licență |
| F-1 Spirit: 3D Special                             | MSX                                                              | 1988               | Konami                                            | Fără licență |
| Ferrari Formula One                                | PC DOS, Amiga, Amstrad, C64, ZX Spectrum                         | 1 iunie 1988       | Electronic Arts                                   | Fără licență |
| Grand Prix                                         | Amstrad, Commodore 64, ZX Spectrum                               | 1988               | D&H Games                                         | Fără licență |
| Satoru Nakajima: F-1 Hero                          | NES                                                              | 1988               | American Sammy / Varie                            | Fără licență |
| F1 Manager                                         | Amiga, Atari, C64                                                | 1989               | Simulmondo                                        | Fără licență |
| Tail to Nose: Great Championship                   | Arcadă                                                           | 1989               | Video System                                      | Fără licență |
| Super Monaco GP                                    | Arcadă, Sega Genesis, Amiga, Amstrad, Atari, C64, Sega Game Gear | 1989               | Sega                                              | Fără licență |
| F-1 Dream                                          | PC Engine                                                        | 1989               | NEC Interchannel                                  | Fără licență |
| F-1 Pilot                                          | PC Engine                                                        | 1989               | Pack-In-Video                                     | Fără licență |
| F1 Circus                                          | PC Engine NES                                                    | 14 septembrie 1990 | Nichibutsu                                        | Fără licență |
| Final Lap 2                                        | Arcadă                                                           | 1990               | Namco                                             | Fără licență |
| Formula One: Built to Win                          | NES                                                              | 1990               | SETA                                              | Fără licență |
| F1 Circus '91                                      | PC Engine                                                        | 21 iulie 1991      | Nichibutsu                                        | Fără licență |
| F1 Circus MD                                       | Sega Mega Drive                                                  | 20 decembrie 1991  | Micronics                                         | Fără licență |
| Satoru Nakajima F-1 Hero GB World Championship '91 | Game Boy                                                         | 27 decembrie 1991  | Varie                                             | Fără licență |
| Formula 1 3D: F1 Manager II                        | C64                                                              | 1991               | Simulmondo                                        | Fără licență |
| Super Grand Prix                                   | Amiga, Atari ST                                                  | 1991               | Codemasters                                       | Fără licență |
| F1 Exhaust Note                                    | Arcadă                                                           | 1991               | Sega                                              | 1991         |
| F1 Grand Prix: Satoru Nakajima                     | Sega Genesis                                                     | 1991               | Varie                                             | 1991         |
| Fastest 1                                          | Sega Mega Drive                                                  | 1991               | Human Entertainment                               | 1990         |
| Satoru Nakajima F-1 Hero 2                         | NES                                                              | 1991               | Varie                                             | Fără licență |
| Slicks                                             | C64, Amstrad, ZX Spectrum                                        | 1991               | Oliver Twins / Codemasters                        | Fără licență |
| Al Unser Jr.'s Turbo Racing                        | NES                                                              | 1991               | Data East                                         | Fără licență |
| Aguri Suzuki F-1 Super Driving                     | SNES                                                             | 1992               | Genki                                             | Fără licență |
| F-1 Grand Prix Part II                             | Arcadă                                                           | 1992               | Video System                                      | Fără licență |
| F1 Circus Special: Pole to Win                     | PC Engine                                                        | 26 iunie 1992      | Nichibutsu                                        | Fără licență |
| F1 Circus '92                                      | PC Engine                                                        | 18 decembrie 1992  | Nichibutsu                                        | Fără licență |
| F-1 Hero MD                                        | Sega Mega Drive                                                  | 1992               | Varie                                             | 1992         |
| F1 Super License: Nakajima Satoru                  | Sega Genesis                                                     | 1992               | Varie                                             | 1992         |
| F1 Pole Position                                   | SNES                                                             | 1992               | Human Entertainment                               | 1992         |
| Final Lap 3                                        | Arcadă                                                           | 1992               | Namco                                             | Fără licență |
| Grand Prix                                         | PC DOS, Atari ST, Amiga                                          | 1992               | MicroProse, Geoff Crammond                        | Fără licență |
| Nigel Mansell's World Championship                 | PC DOS, Amiga, Atari ST, Sega Genesis, NES, ZX Spectrum          | 1992               | Gremlin Graphics / Gremlin Interactive            | Fără licență |
| Ayrton Senna's Super Monaco GP II                  | Sega Master System, Sega Genesis, Sega Game Gear                 | July 1992          | Sega                                              | Fără licență |
| Ferrari Grand Prix Challenge                       | Sega Genesis, Game Boy                                           | 1992               | System 3 / Acclaim Entertainment                  | Fără licență |
| Grand Prix Unlimited                               | PC DOS                                                           | 1992               | Accolade                                          | 1991         |
| Exhaust Heat                                       | SNES                                                             | 1992               | SETA                                              | Fără licență |
| Hungaroring                                        | C64                                                              | 1992               | Novotrade                                         | Fără licență |
| Satoru Nakajima F-1 Hero GB '92: The Graded Driver | Game Boy                                                         | 1992               | Varie                                             | Fără licență |
| Super F1 Circus                                    | SNES                                                             | 24 iulie 1992      | Nichibutsu                                        | Fără licență |
| Super F1 Circus Limited                            | SNES                                                             | 23 octombrie 1992  | Nichibutsu                                        | Fără licență |
| F1 Hero MD                                         | Sega Genesis                                                     | 1992               | Aisystem / Varie                                  | Fără licență |
| F1 Super License: Nakajima Satoru                  | Sega Genesis                                                     | 1992               | Varie                                             | 1992         |
| Super F1 Hero                                      | SNES                                                             | 18 decembrie 1992  | Varie                                             | Fără licență |
| F-1 Grand Prix Star II                             | Arcadă                                                           | 1993               | Jaleco                                            | 1992         |
| F1 Super Lap                                       | Arcadă                                                           | 1992               | Sega                                              | 1992         |
| Formula 1 Sensation                                | NES                                                              | 1993               | Konami                                            | Fără licență |
| Formula One                                        | PC DOS, Sega Master System, Sega Genesis, Sega Game Gear, Amiga  | 1993               | Atari / Domark                                    | 1993         |
| F1 Pole Position 2                                 | SNES                                                             | 1993               | Human Entertainment                               | 1993         |
| F1-Racer                                           | Amiga                                                            | 1994               | F1 Licenceware                                    | Fără licență |
| Final Lap R                                        | Arcadă                                                           | 1993               | Namco                                             | 1993         |
| Gerhard Berger's Formula 1 Quiz                    | C64                                                              | 1993               | Austriasoft                                       |              |
| Super F1 Circus 2                                  | SNES                                                             | 29 iulie 1993      | Nichibutsu                                        | Fără licență |
| F1 Circus CD                                       | Sega Mega-CD                                                     | 18 martie 1994     | Nichibutsu                                        | Fără licență |
| F1 Super Battle                                    | Arcadă                                                           | 1994               | Jaleco                                            | Fără licență |
| Formula One World Championship: Beyond the Limit   | Sega Genesis                                                     | 1994               | Sega                                              | 1993         |
| Human Grand Prix III: F1 Triple Battle             | SNES                                                             | 1994               | Human Entertainment                               | 1994         |
| Nakajima Satoru F-1 Hero '94                       | SNES                                                             | 1994               | Varie                                             | Fără licență |
| Super F1 Circus 3                                  | SNES                                                             | 14 iulie 1994      | Nichibutsu                                        | Fără licență |
| Grand Prix Manager                                 | PC DOS                                                           | 1995               | MicroProse                                        | 1995+        |
| F1 World Championship Edition                      | Amiga, Sega Genesis                                              | 1995               | Peakstar / Domark                                 | 1994         |
| F1 Challenge                                       | Sega Saturn                                                      | 1995               | Virgin Interactive                                | 1995         |
| Human Grand Prix IV: F1 Dream Battle               | SNES                                                             | 1995               | Human Entertainment                               | 1995         |
| SD F-1 Grand Prix                                  | SNES                                                             | 1995               | Human Entertainment                               | Fără licență |
| Slipstream                                         | Arcadă                                                           | 1995               | Capcom                                            | Fără licență |
| Super F1 Circus Gaiden                             | SNES                                                             | 7 iulie 1995       | Nichibutsu                                        | Fără licență |
| Grand Prix 2                                       | PC DOS                                                           | 30 august 1996     | Geoff Crammond, MicroProse                        | 1994         |
| Grand Prix Manager 2                               | PC                                                               | 1996               | Edward Grabowski / MicroProse                     | 1996+        |
| F-1 Grand Prix                                     | PlayStation                                                      | 1996               | Coconuts                                          | Fără licență |
| Formula One Masters                                | Amiga                                                            | 1996               | Amivision / ESP                                   | Fără licență |
| F1 Manager 96                                      | PC                                                               | 1996               | Software 2000 / EuroPress                         | 1996+        |
| Pole Position Team F1 (Manager)                    | PC                                                               | 1996               | Ascon GmbH / Electronic Arts, Ascon GmbH          | 1995+        |
| Formula 1                                          | PC, PlayStation                                                  | September 1996     | Bizarre Creations / Psygnosis                     | 1995         |
| Power F1                                           | PC                                                               | April 1997         | Teque London / Eidos                              | 1995         |
| Formula Grand Prix: Team Unei Simulation 2         | PlayStation                                                      | 1997               | Coconuts                                          | Fără licență |
| Formula 1 97                                       | PC, PlayStation                                                  | 26 septembrie 1997 | Bizarre Creations / Psygnosis                     | 1997         |
| F1 Pole Position 64                                | Nintendo 64                                                      | October 1997       | Human Entertainment / Ubisoft                     | 1996         |
| F1 Racing Simulation                               | PC                                                               | 31 decembrie 1997  | Bizarre Creations / Ubisoft                       | 1996         |
| Prost Grand Prix                                   | PC                                                               | 1998               | Visiware / Infogrames, Canal+                     | 1997         |
| Tactics Formula                                    | Sega Saturn                                                      | 1997               | Aki Corporation                                   | Fără licență |
| F-1 World Grand Prix                               | Nintendo 64, Arcadă                                              | 27 iulie 1998      | Paradigm Entertainment, Video System / Nintendo   | 1997         |
| Formula Circus                                     | PlayStation                                                      | 2 mai 1997         | Nichibutsu                                        | Fără licență |
| Johnny Herbert's Grand Prix Championship 1998      | PC                                                               | 30 septembrie 1998 | Midas Interactive Entertainment                   | Fără licență |
| Grand Prix Legends                                 | PC                                                               | October 1998       | Papyrus / Sierra Entertainment                    | 1967         |
| Formula 1 98                                       | PlayStation                                                      | 30 noiembrie 1998  | Visual Science / Psygnosis                        | 1998         |
| Official Formula One Racing                        | PC                                                               | 1999               | Lankhor / Eidos Interactive                       | 1998         |
| Racing Simulation: Monaco Grand Prix               | PC, PlayStation, Nintendo 64                                     | June 1999          | Ubisoft                                           | Fără licență |
| Grand Prix World (Manager)                         | PC                                                               | June 1999          | Edward Grabowski / Microprose, Hasbro Interactive | 1998+        |
| Formula One 99                                     | PC, PlayStation                                                  | October 1999       | Studio 33 / Psygnosis                             | 1999         |
| F1 World Grand Prix                                | PC, PlayStation                                                  | 17 decembrie 1999  | Lankhor / Eidos Interactive                       | 1999         |
| F1 2000                                            | PC, PS                                                           | March 2000         | Visual Science / EA Sports                        | 2000         |
| Grand Prix 3                                       | PC                                                               | 28 iulie 2000      | Geoff Crammond, MicroProse / Hasbro Interactive   | 1998         |
| Grand Prix World                                   | PC                                                               | 2000               | Edward Grabowski / MicroProse                     | 1998         |
| F-1 World Grand Prix II                            | Nintendo 64, Dreamcast, Game Boy Color                           | July 2000          | Paradigm Entertainment, Video System / Nintendo   | 1998         |
| Formula One 2000                                   | PlayStation, Game Boy Color                                      | 6 octombrie 2000   | Studio 33 / SCE                                   | 2000         |
| F1 Manager 2000                                    | PC                                                               | 13 octombrie 2000  | Intelligent Games / EA Sports                     | 2000+        |
| F1 Championship Season 2000                        | PC, PS, PS2, Xbox, GBC                                           | September 2001     | Visual Science / EA Sports                        | 2000         |
| F1 World Grand Prix 2000                           | PC, PlayStation                                                  | 21 februarie 2001  | Eutechnyx / Eidos Interactive                     | 2000         |
| Formula One 2001                                   | PlayStation, PlayStation 2                                       | 21 mai 2001        | Sony Studio Liverpool / SCEE                      | 2001         |
| Grand Prix 3 Season 2000                           | PC                                                               | August 2001        | MicroProse / Atari                                | 2000         |
| F1 2001                                            | PC, PS2, Xbox                                                    | October 2001       | ISI / EA Sports                                   | 2001         |
| F1 Manager 2001                                    | PC                                                               | 21 septembrie 2001 | Intelligent Games / EA Sports                     | 2000+        |
| Williams F1 Team Driver                            | PC                                                               | December 2001      | KnowWonder / THQ                                  | 2001         |
| F1 2002                                            | PC, PS2, Xbox, GC                                                | June 2002          | ISI, Magic Pockets / EA Sports                    | 2002         |
| Formula One Arcade                                 | PlayStation                                                      | September, 2002    | Studio 33 / SCE                                   | 2001         |
| Grand Prix 4                                       | PC                                                               | 10 septembrie 2002 | Geoff Crammond, MicroProse / Infogrames           | 2001         |
| Formula One 2002                                   | PlayStation 2                                                    | 1 noiembrie 2002   | Sony Studio Liverpool / SCEE                      | 2002         |
| Grand Prix Challenge                               | PlayStation 2                                                    | 21 noiembrie 2002  | Melbourne House, Infogrames / Atari               | 2002         |
| F1 Challenge 99-02                                 | PC                                                               | 13 mai 2003        | ISI / EA Sports                                   | 1999-2002    |
| F1 Career Challenge                                | PlayStation 2, Xbox, Nintendo GameCube                           | 9 iunie 2003       | Visual Science / EA Sports                        | 1999-2002    |
| Formula One 2003                                   | PlayStation 2                                                    | 11 iulie 2003      | Sony Studio Liverpool / SCEE                      | 2003         |
| Formula One 04                                     | PlayStation 2                                                    | 22 septembrie 2004 | Sony Studio Liverpool / SCEE                      | 2004         |
| F1 Manager Online                                  | PC                                                               | June 2005          | F1-TM                                             | Fără licență |
| Formula One 05                                     | PlayStation 2                                                    | 1 iulie 2005       | Sony Studio Liverpool / SCEE                      | 2005         |
| F1 Grand Prix                                      | PlayStation Portable                                             | 1 septembrie 2005  | Traveller's Tales / Sony CEE                      | 2005         |
| Formula One 06                                     | PlayStation 2, PlayStation Portable                              | 28 iulie 2006      | SCE Studio Liverpool / SCE                        | 2006         |
| Formula One Championship Edition                   | PlayStation 3                                                    | 28 decembrie 2006  | SCE Studio Liverpool / SCE                        | 2006         |
| F1 2009                                            | Wii, PlayStation Portable                                        | 17 noiembrie 2009  | Sumo Digital / Codemasters                        | 2009         |
| iGP Manager                                        | PC                                                               | 2009               | iGP Games                                         | Fără licență |
| F1 2010                                            | PC, PlayStation 3, Xbox 360                                      | 24 septembrie 2010 | Codemasters                                       | 2010         |
| F1 2011                                            | PC, PlayStation 3, PlayStation Vita, Nintendo 3DS, Xbox 360      | 20 septembrie 2011 | Codemasters                                       | 2011         |
| F1 2012                                            | PC, PlayStation 3, Xbox 360                                      | 18 septembrie 2012 | Codemasters                                       | 2012         |
| F1 Race Stars                                      | PC, PlayStation 3, Xbox 360                                      | 13 noiembrie 2012  | Codemasters                                       | 2012         |
| F1 2013                                            | PC, PlayStation 3, Xbox 360                                      | 4 octombrie 2013   | Codemasters                                       | 2013         |
| F1 2014                                            | PC, PlayStation 3, Xbox 360                                      | 2 octombrie 2014   | Codemasters                                       | 2014         |
| F1 2015                                            | PC, PlayStation 4, Xbox One, Linux, SteamOs                      | 10 iulie 2015      | Codemasters / Feral Interactive                   | 2015         |
| F1 2016                                            | PC, PlayStation 4, Xbox One, Android, iOS, MacOS, tvOS           | 19 august 2016     | Codemasters / Feral Interactive                   | 2016         |
| F1 2017                                            | PC, PlayStation 4, Xbox One, Linux, MacOS                        | 25 august 2017     | Codemasters / Feral Interactive                   | 2017         |
| F1 2018                                            | PC, PlayStation 4, Xbox One, Android, iOS                        | 24 august 2018     | Codemasters / Feral Interactive                   | 2018         |
| F1 2019                                            | PC, PlayStation 4, Xbox One                                      | 28 iunie 2019      | Codemasters                                       | 2019         |
| F1 2020                                            | PC, PlayStation 4, Xbox One, Google Stadia                       | 10 iulie 2020      | Codemasters                                       | 2020         |
| F1 2021                                            | PC, PlayStation 4, PlayStation 5, Xbox One, Project Scarlett     | 15 iulie 2021      | Codemasters                                       | 2021         |
| F1 22                                              | PC, PlayStation 4, PlayStation 5, Xbox One, Xbox Series X/S      | 1 iulie 2022       | Codemasters                                       | 2022         |
| F1 Manager 2022                                    | PC, PlayStation 4, PlayStation 5, Xbox One, Xbox Series X/S      | 30 august 2022     | Frontier Developments                             | 2022         |
| F1 23                                              | PC, PlayStation 4, PlayStation 5, Xbox One, Xbox Series X/S      | 16 iunie 2023      | Codemasters                                       | 2023         |
| F1 Manager 2023                                    | PC, PlayStation 4, PlayStation 5, Xbox One, Xbox Series X/S      | 31 august 2023     | Frontier Developments                             | 2023         |